# Bangoua (peuple)
Pour les articles homonymes, voir Bangoua.
Les Bangoua sont un peuple d'Afrique centrale, surtout présent dans le Grassland du Cameroun. Les Bangoua occupent le groupement hyponyme Bangoua qui est constitué de dix huit villages , ils font partie du groupe des Bamilékés.

## Dynastie Bangoua
1. Njogvup ou Leukemegne
2. Tieuze Yankieu
3. Nzeuteze
4. Tekapto
5. Njiki
6. Kûkwe
7. Tieyakghû
8. Tchapjouo
9. Teukwonze
10. Mbwonnû
11. Tekouotô
12. Lekùndûe
13. Lekûghû
14. Lekungang
15. Lekeupep
16. Mbeutefeng
17. Sopiè
18. Ndjakpou
19. Ndiolà
20. Djomo (Djopwouo)
21. Nono Tchoutouo
22. Wantong Nono Zacharie
23. Tchatchouang Watong Paul
24. Djampou Yannick, l’actuel chef.

## Langue
Ils parlent le Bangoua, une langue bamiléké dont le nombre de locuteurs a été estimé à 300 000.

## Culture
Leur statuaire est renommée.

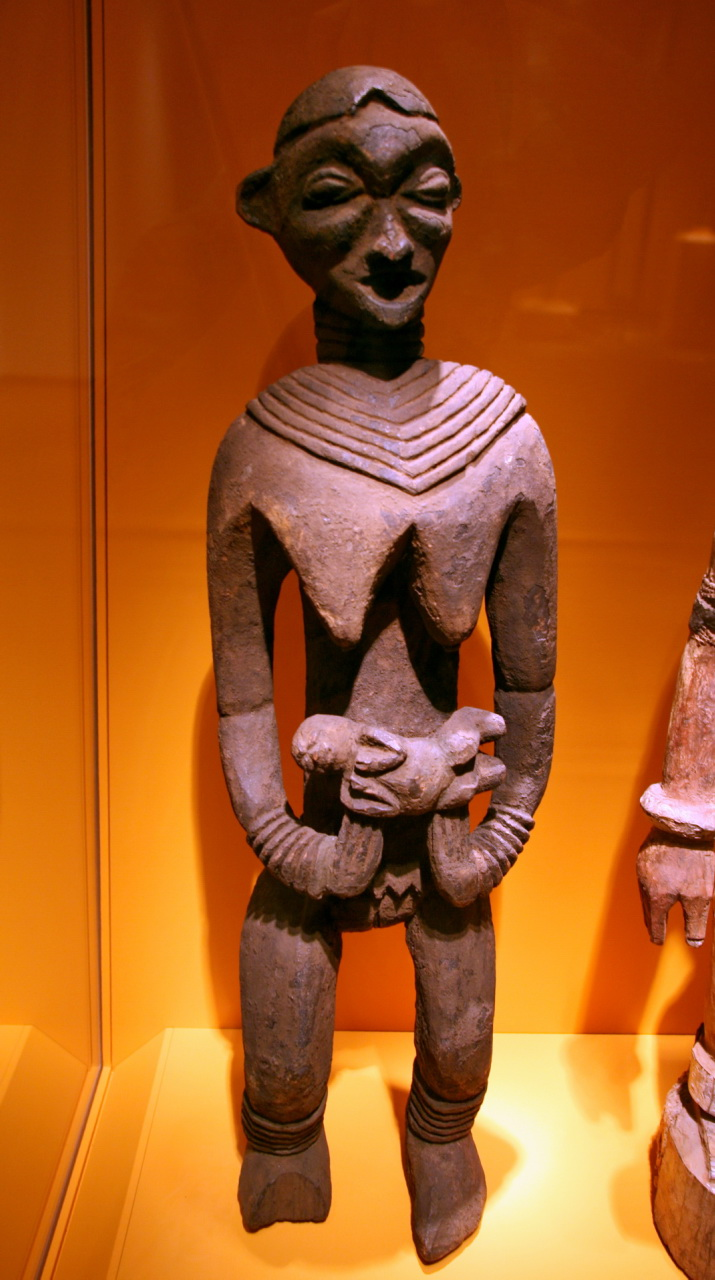
Maternité
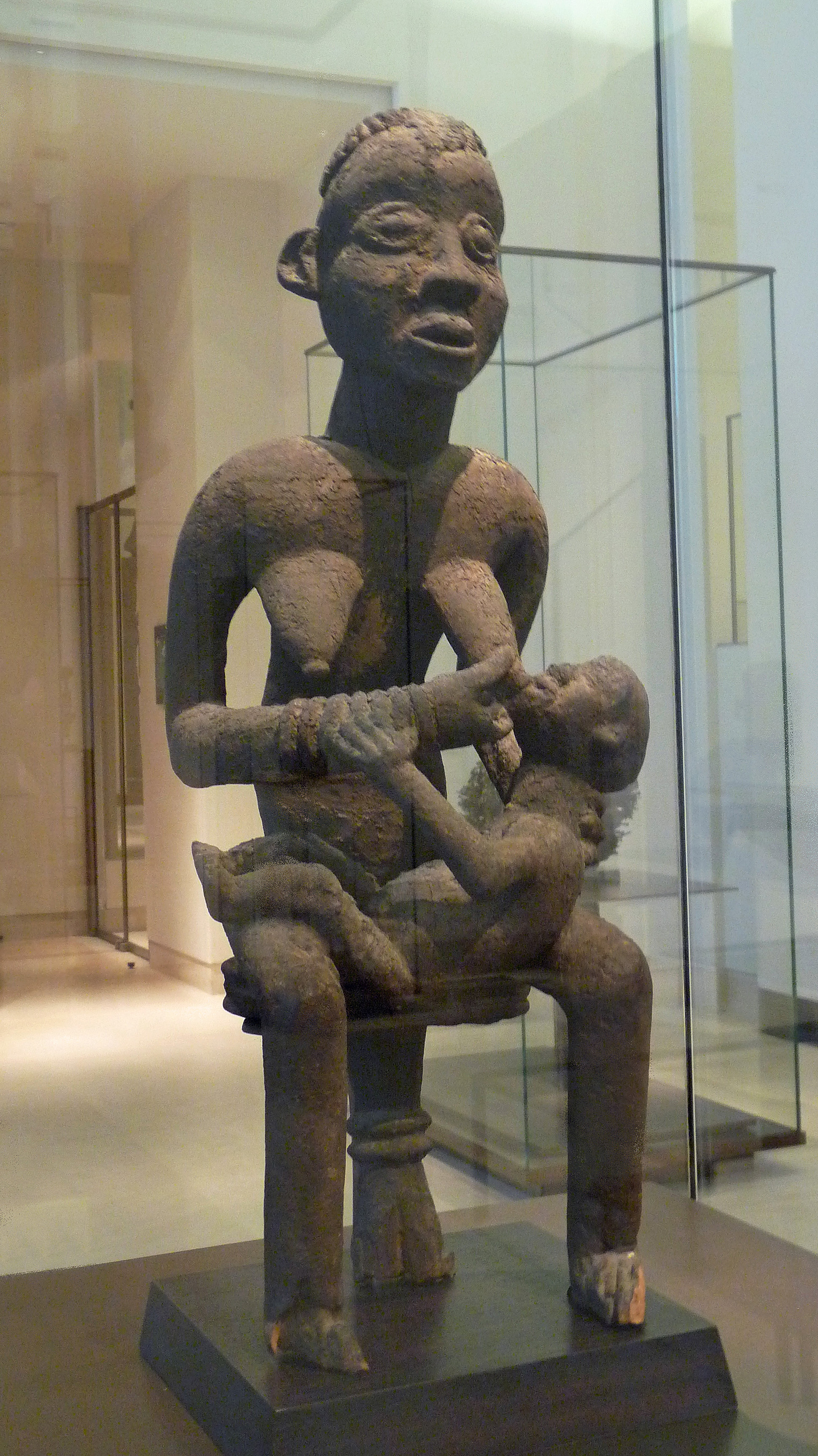
Maternité
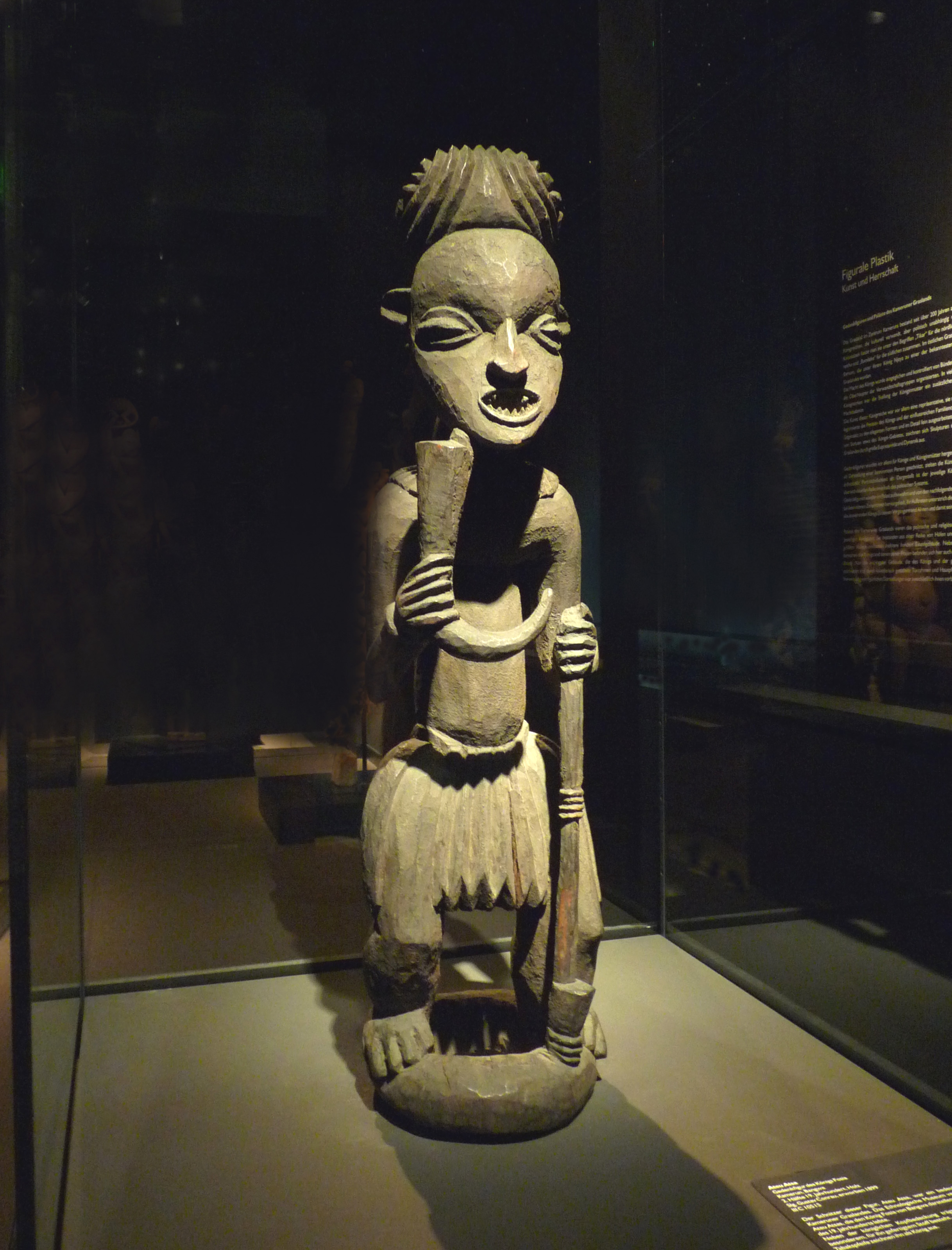
Statue commémorative du roi Fosia
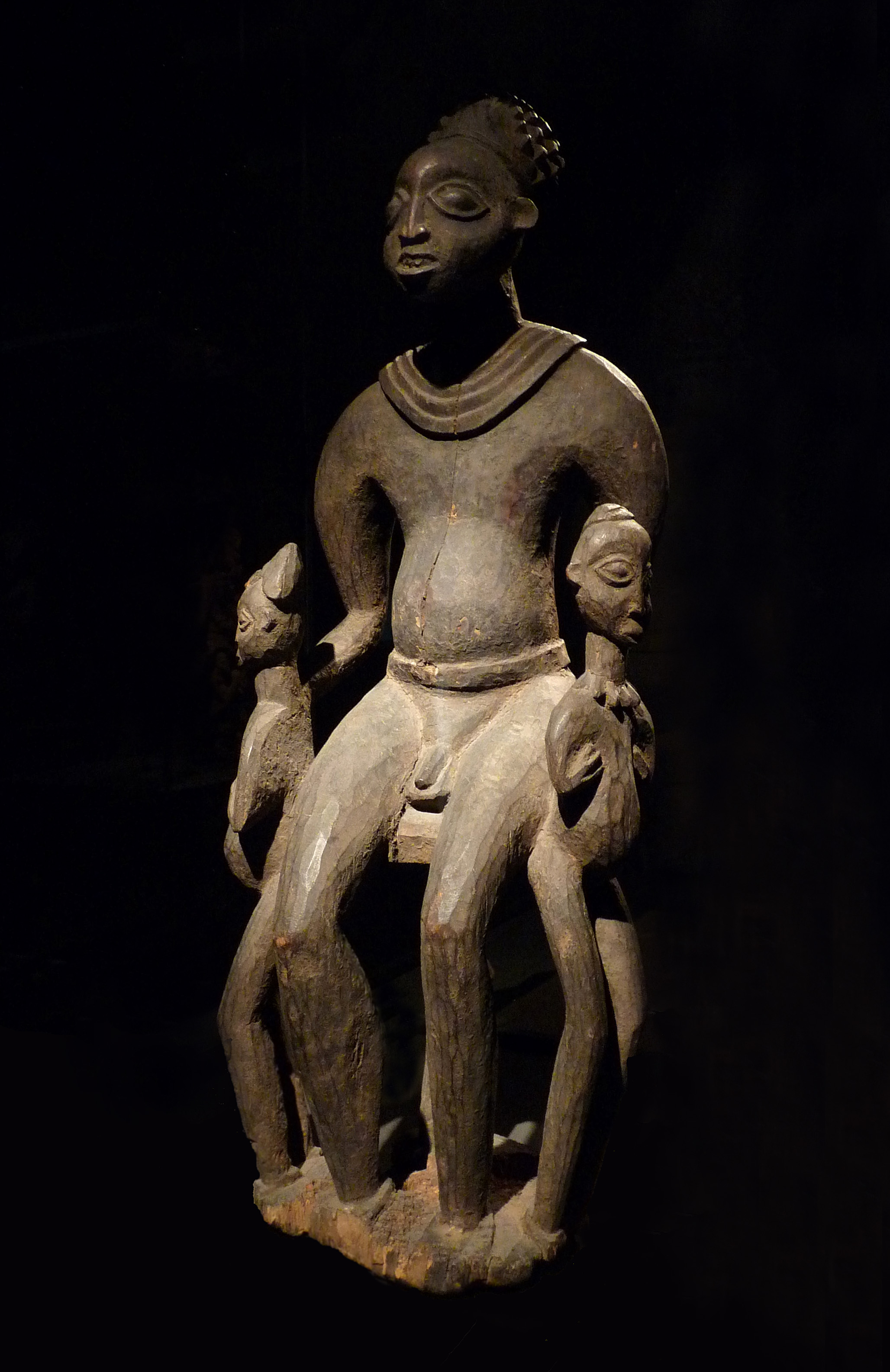
Statue commémorative de roi avec jumeaux